# Piper PA-18
O Piper PA-18 Super Cub é um avião monomotor de asa alta, biplace (dois assentos). Lançado em 1949 pela Piper Aircraft, desenvolvido desde o PA-11 Cub Special (que traça sua linhagem desde o J-3 Cub e Taylor E-2 Cub, desde os anos 30). Em quase 40 anos de produção, mais de 10.000 aeronaves foram construídas .

## Design e Desenvolvimento
Embora baseado no design dos Cubs anteriores, a adição de um sistema elétrico, flaps (3 entalhes) e um motor consideravelmente mais potente (150 cv) tornou a experiência de voo muito diferente. Embora o Super Cub "padrão" fosse equipado com um motor Lycoming de 150 hp (112 kW), não é incomum vê-los equipados com um O-320-B2B de 160 hp ou mesmo 180 hp (134 kW) do Lycoming O-360. A asa de alta sustentação e o motor potente tornaram o Super Cub o principal candidato para conversão em hidroavião ou skiplane. Além disso, o PA-18A (uma versão agrícola) foi produzido para aplicação de pó químico ou spray líquido.
O Super Cub manteve a estrutura básica de tecido esticado sobre uma estrutura de tubo de aço do J-3 Cub anterior.
Os primeiros Super Cub tinham flaps, tanques duplos de combustível e um motor Lycoming O-235 que produzia cerca de 108 hp (115 hp apenas para decolagem). No entanto, uma variante com motor Continental, de 90 cv, sem flaps e um segundo tanque opcional estava disponível. Seu peso vazio era, em média, 362kg a 453kg, com um peso bruto de 650kg. O Super Cub pode decolar em cerca de 121 m (com peso bruto) e pousariam em cerca de 91 m (graças aos flaps). O Super Cub é conhecido por sua capacidade de decolar e pousar em distâncias muito curtas. Os primeiros Super Cubs seriam oferecidos com um trem de pouso principal tandem de quatro rodas, projetado para pouso e decolagem em terrenos acidentados, mas foi substituído por um trem de pouso convencional. Os Cubs equipados com motores Lycoming O-290 (135 hp) podiam decolar em cerca de 61 m. A distância de pouso permaneceu a mesma em cerca de 120 m, ou 91 m usando flaps. Com o uso do Lycoming O-320 a 160 hp, o peso bruto permitido do Cub aumentou para 793kg, mantendo a capacidade de decolar em 61m.
O PA-18 desenvolveu seguidores muito dedicados na comunidade dos aviadores e muitas modificações foram desenvolvidas para ele, a ponto de ser bastante raro encontrar um Super Cub totalmente original. As modificações incluem compartimentos de bagagem estendidos (chegando mais longe na fuselagem, ou mesmo compartimentos de bagagem de dois níveis na parte superior e inferior da fuselagem traseira), compartimentos de bagagem externos, compartimentos de combustível, prateleiras de madeira para transportar materiais de construção em pistas não preparadas. Também pode haver inclusão de tanques de combustível de 90 l a 113 l, trem de pouso estendido para melhorar a distância da hélice com o solo, bequilha reforçada, a possível adição de um terceiro assento, no compartimento de bagagens. As baterias também tem sua posição modificada (movendo o peso para frente, tirando peso da bequilha e encurtando a distância de decolagem), modificações no estabilizador vertical também podem ser feitas, para aumentar a área das superfícies de controle, flaps estendidos, vários designs de pontas da asa, geradores de vórtice nos bordos de ataque das asas, modificação da posição do painel elétrico (da asa direita para o painel) e até a adição de uma hélice de velocidade constante. A modificação mais comum feita nos Super Cubs é a instalação de tundra tires, pneus maiores, macios e de baixa pressão, projetados para absorver impactos de pedras e rochas e não afundar em superfícies macias (como areia).
Portanto, o Super Cub não saiu do mercado quando a Piper Aircraft encerrou a produção em 1994. Uma série de pequenas empresas simplesmente se prepararam e começaram a construir suas próprias versões do avião em forma de kit para evitar o custo da certificação. Existem até versões de turboélice voando hoje.

## História Operacional

### Portugal
Em 1952, 22 aeronaves L-21A/B foram recebidas pelo Exército Português, sob abrigo do Plano de Auxílio e Defesa Mútua (MDAP). Essas aeronaves foram utilizadas por este ramo essencialmente para observação, controlo e regulação de tiro de artilharia. Previa-se, nessa altura a criação de uma unidade de aviação ligeira no Exército mas, como essa ideia foi abandonada, sendo repassadas à Força Aérea Portuguesa (FAP) em 1955 .
Na Força Aérea as aeronaves cumpriram missões de treino de pilotos e de observadores aéreos e missões de ligação, sendo operados pela OGMA e pelas Bases Aéreas Nº3, em Tancos, e Nº6, em Montijo. Além dessas aeronaves, a FAP adquiriu cinco PA-18-125 em 1954, que foram operadas na Base Aérea Nº3 (BA3), em Tancos . 
Alguns aviões também serviram nas Formações Aéreas Voluntárias. Foram retirados do serviço em 1976 e cedidos a aeroclubes.

## Variantes

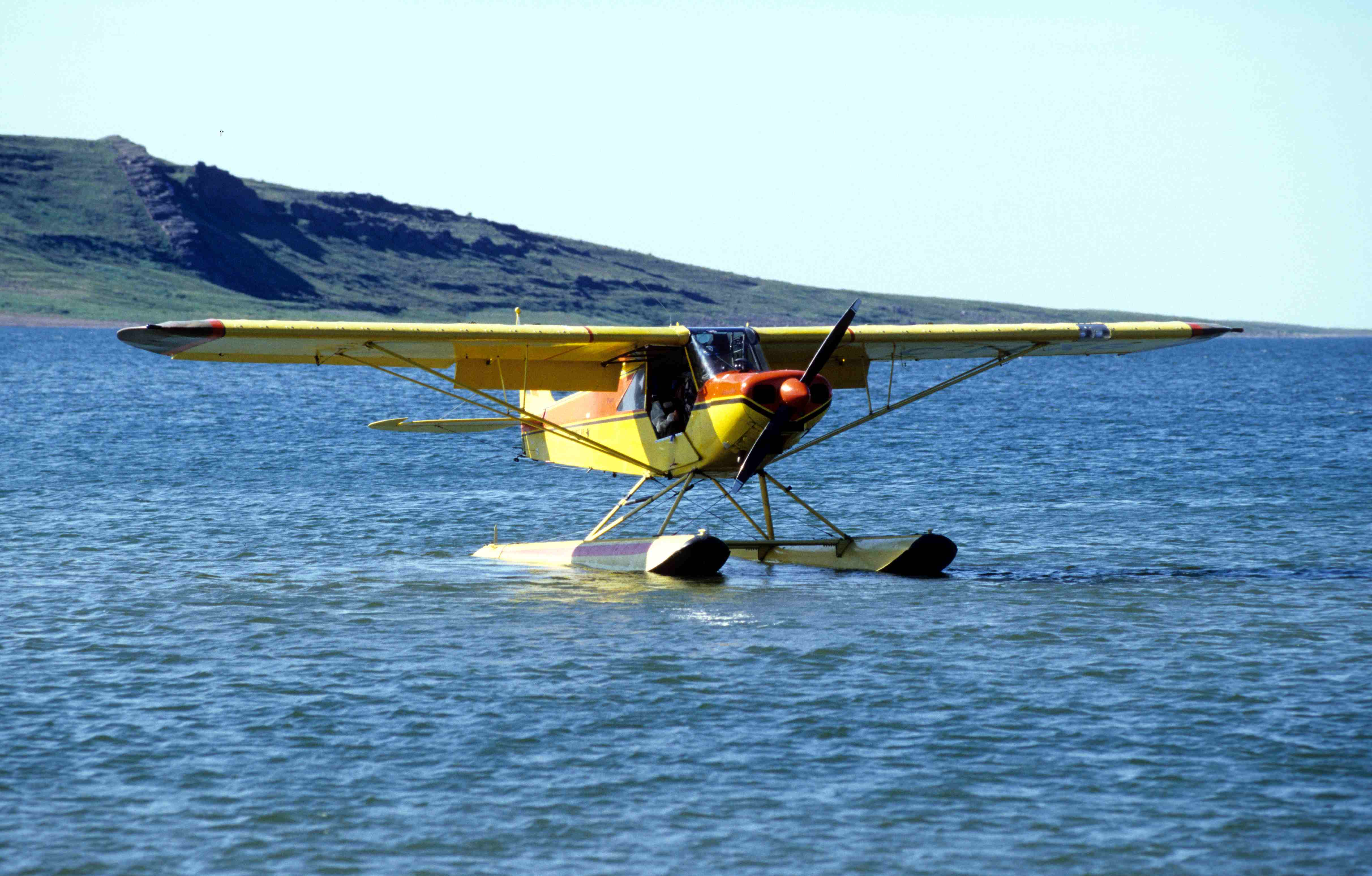
Um Piper PA-18-150 Super Cub com flutuadores.

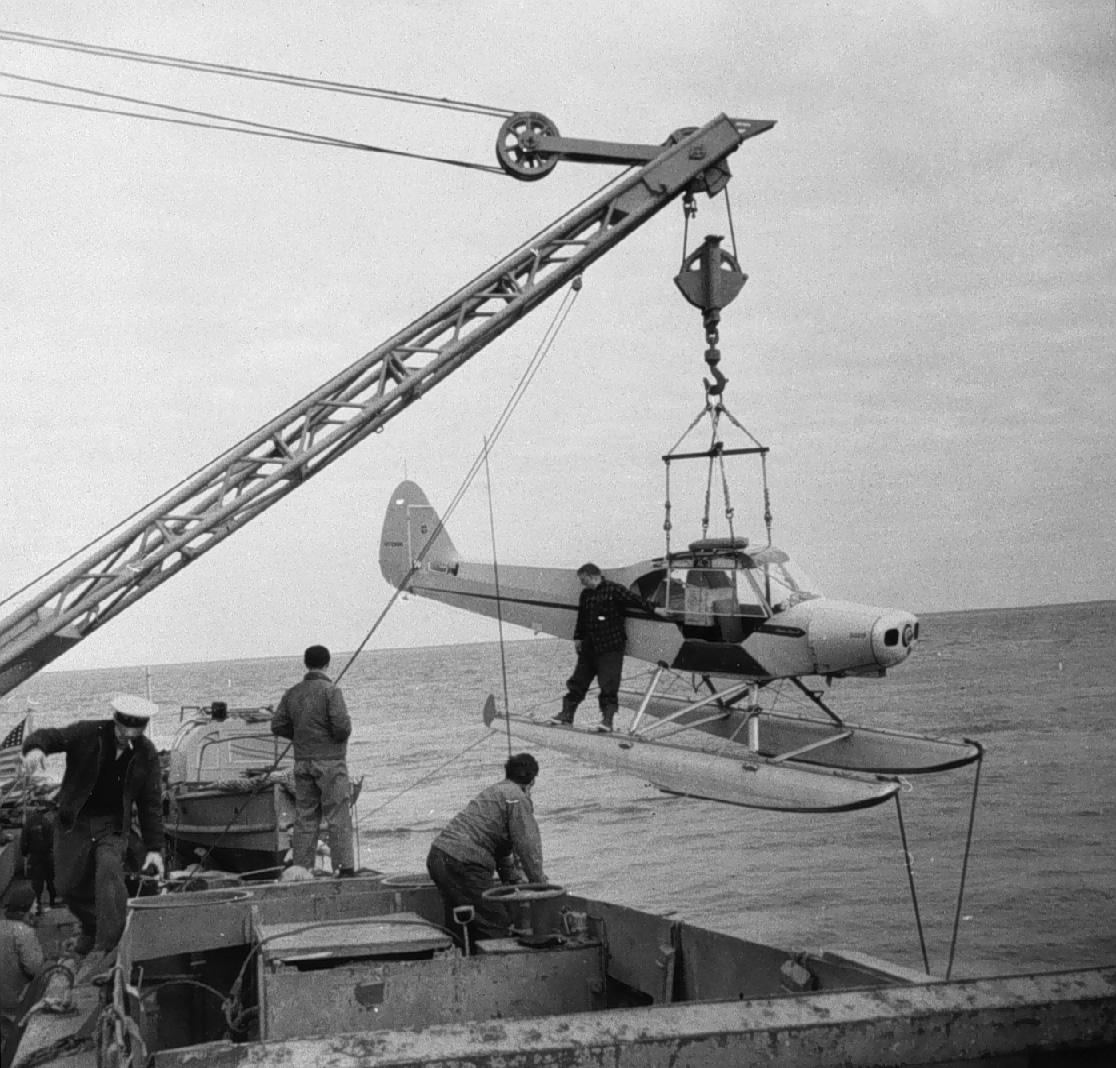
Um Piper Super Cub usado para monitoramento do clima e manutenção de instrumentos no Alasca em 1950.

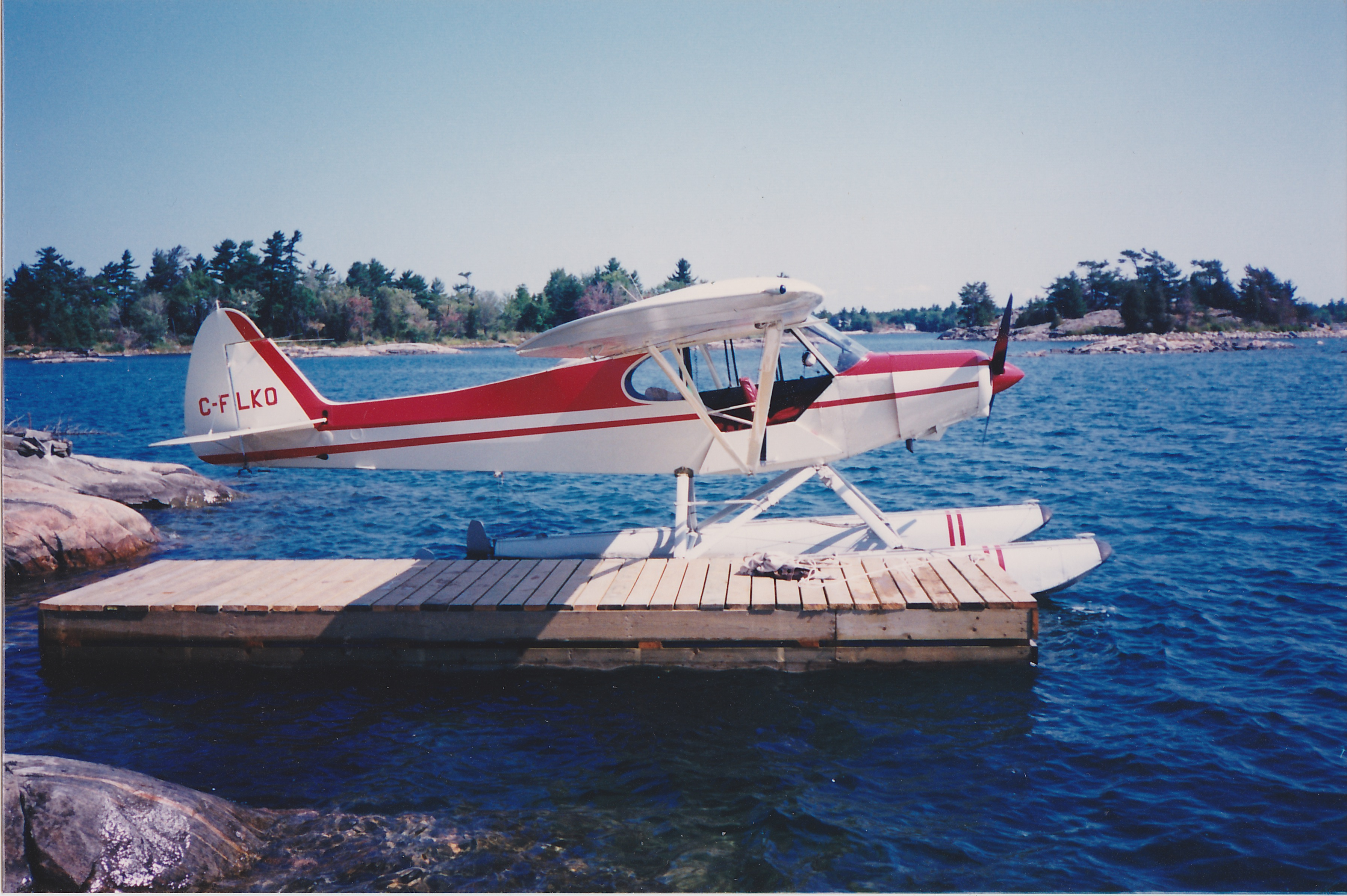
Um Super Cub PA-18-150 com flutuadores.

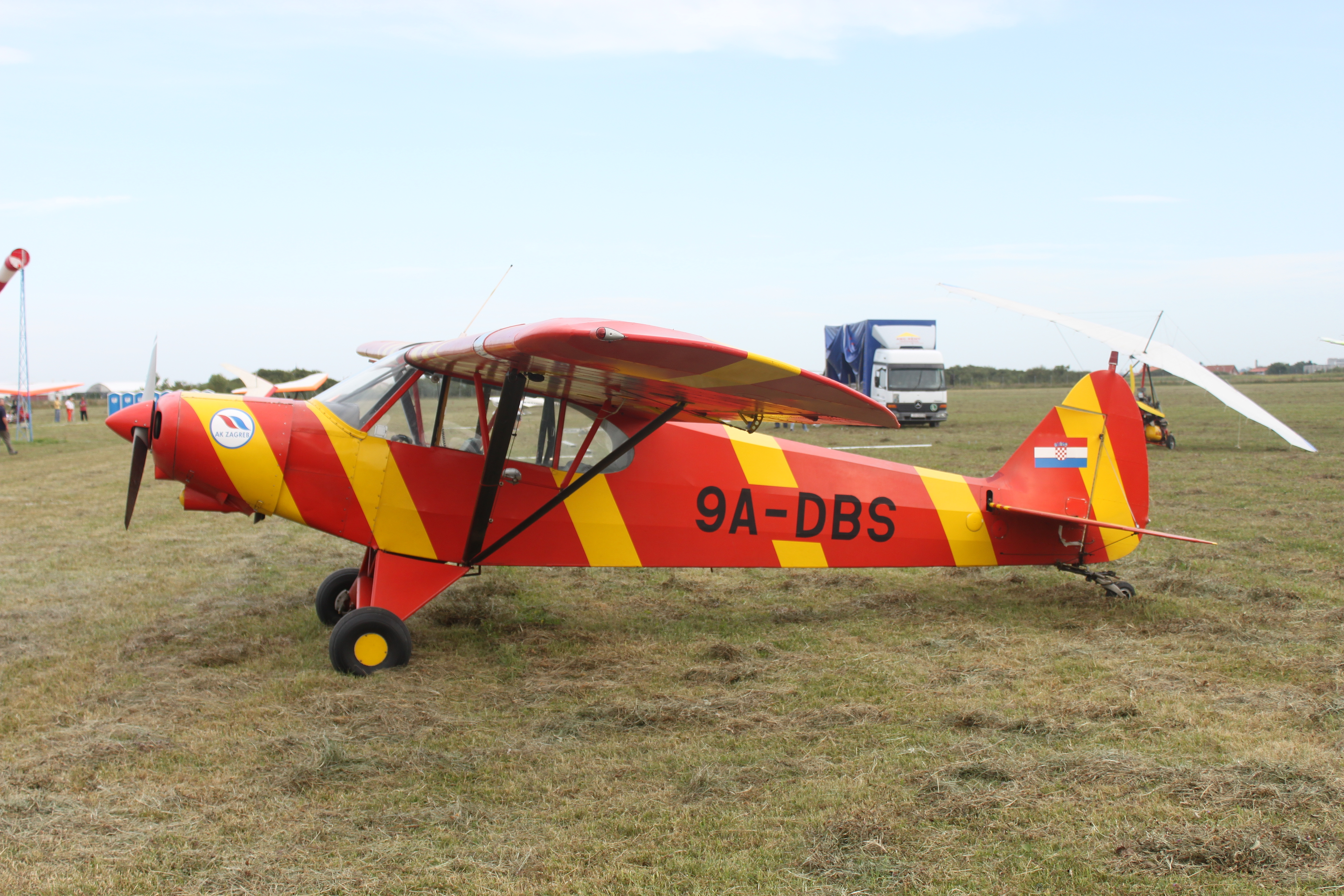
Um PA-18-150.

PA-18 Super Cub
Protótipo e variante de produção com motor a pistão Continental C-90-8F, de 95 hp, também conhecido como PA-18-95.
PA-18-105 Super Cub
Variante de produção, equipada com um motor Lycoming O-235-C1, de 105hp e um painel traseiro maior.
PA-18-105 Special
Variante especial construída em 1952 e 1953 para a Civil Air Patrol como treinador com elevadores balanceados e provisão para assento de paraquedas.
PA-18-125 Super Cub
Variante para substituir o PA-18-95, com flaps e elevadores balanceados e um motor Lycoming O-290-D, de 125hp, e hélice de passo controlável de madeira ou metal.
PA-18-135 Super Cub
Variante com motor Lycoming O-290-D, de 135hp, e equipado com dois tanques laterais como padrão.
PA-18-150 Super Cub
Variante de 1954 com um motor Lycoming O-320, de 150hp.
PA-18-180 Super Cub
Variante experimental com um motor Lycoming O-360, de 180hp. Construído em 1980 pela Piper. Outras aeronaves foram remotorizadas sob um Certificado de Tipo Suplementar.
PA-18A
Designação para aeronaves agrícolas de produção, incluindo pulverizadores e incorporando um perfil de fuselagem traseira ligeiramente diferente para permitir a instalação de um tanque na posição do assento traseiro.
PA-18S
Designação para aeronaves de produção equipadas com flutuadores.
PA-18AS
Designação de um pequeno número de aeronaves agrícolas equipadas com flutuadores.
PA-19 Super Cub
Designação original da variante militar do PA-18. Apenas três construídos e toda a produção militar subsequente foi designada como PA-18.
Aeromod Loadstar Model 100
Biplano conversão do Super Cub, movido por um motor Lycoming O-290-D, de 135hp, projetado para melhorar a capacidade em aeródromos de grande altitude.
SAFAT 01Um desenvolvimento / cópia sudanês construído pelo Complexo de Aviação SAFAT em Cartum.

### Designações militares

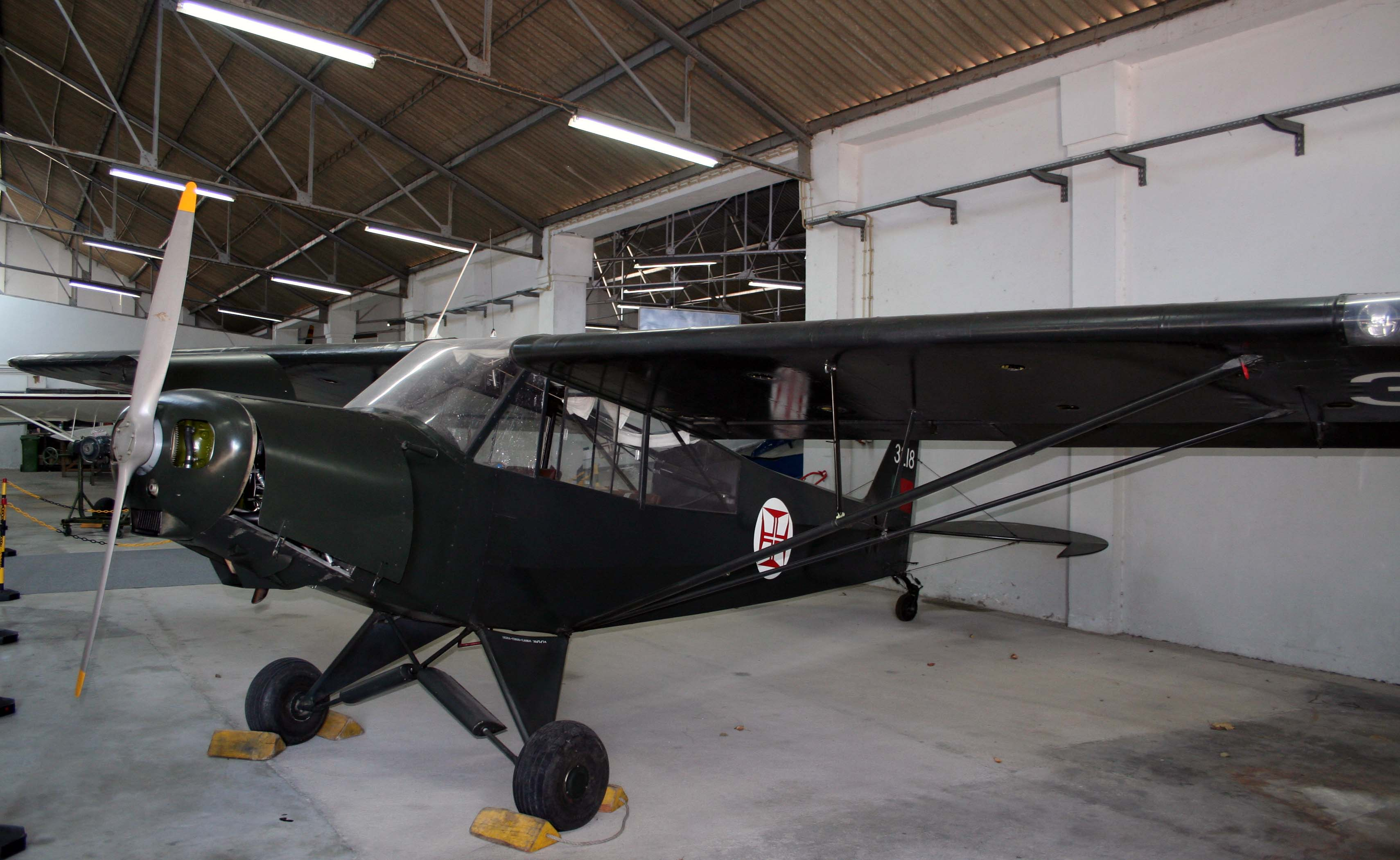
Piper Cub em exposição
no Museu do Ar - Polo de Sintra.

L-18C Super Cub
Designação militar do PA-18 Super Cub para o Exército dos Estados Unidos, movido por um motor Continental C90-8F de 95 hp. 838 entregues, dos quais, pelo menos 156 dos quais foram entregues a outras nações sob o MDAP.
YL-21 Super Cub
Dois Super Cub 135 para avaliação do Exército dos Estados Unidos.
L-21A Super Cub
Designação militar do Super Cub 125, movido por um motor Avco Lycoming O-290-II de 125 hp, 150 unidades entregues.
L-21B Super Cub
Designação militar do Super Cub 135, movido por um motor Avco Lycoming O-290-D2 de 135 hp. 584 unidades entregues a muitos outros países sob MDAP. Redesignado U-7A em 1962.
TL-21A
Vários L-21As foram convertidos em aeronaves de treinamento.
U-7A Super Cub
Redesignação do L-21B, feita em 1962.

## Operadores

### Militares
Argentina
- Força Aérea Argentina

 Áustria
- Força Aérea da Áustria

 Bélgica
- Exército Belga

 Alemanha
- Força Aérea Alemã

 Grécia
- Exército da Grécia[12]

 Irão
- Força Aérea Imperial do Irã

 Itália
- Exército Italiano[11][13]

 Israel
- Força Aérea Israelense[14]

 Japão

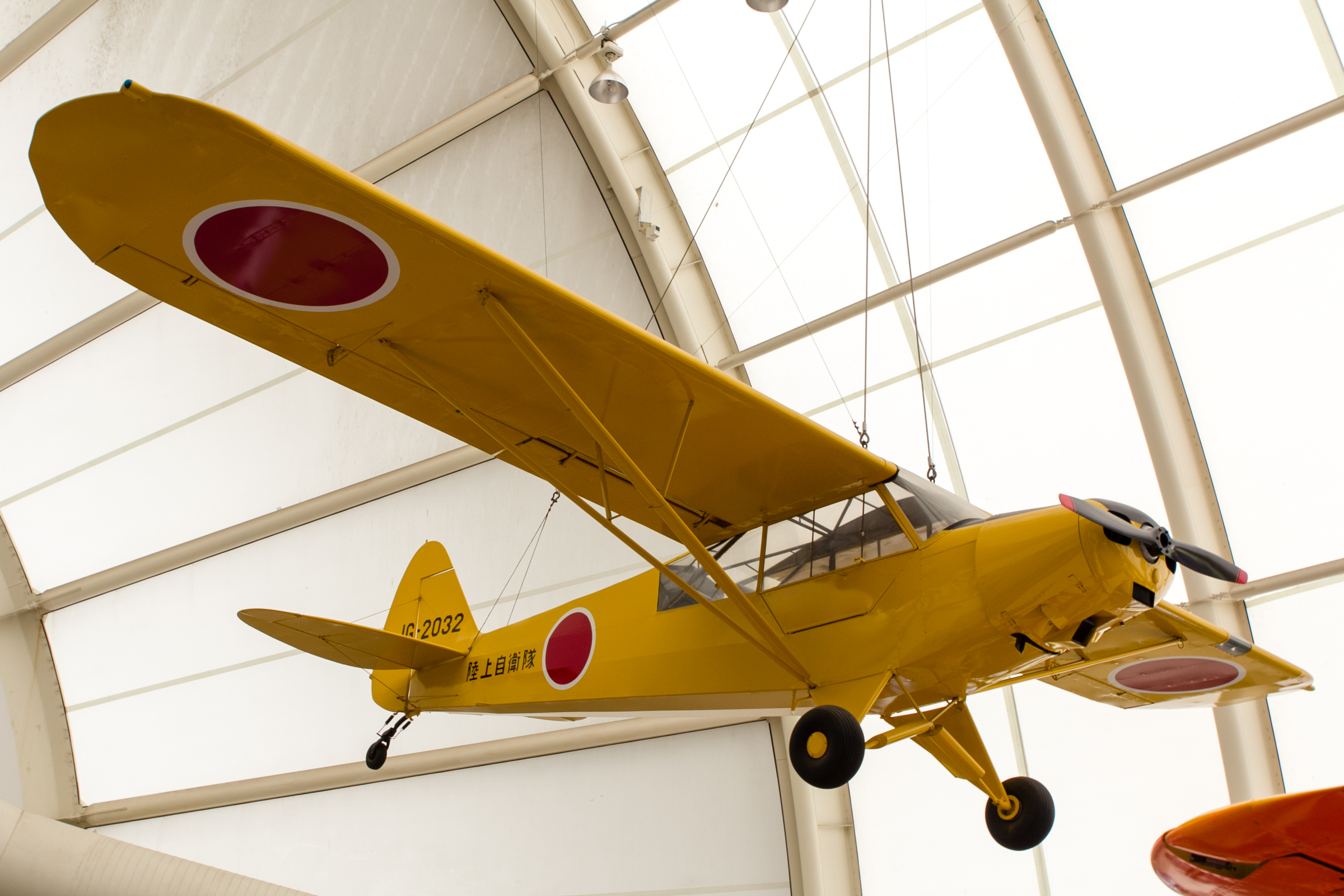
Um L-21B da "Força de Autodefesa Terrestre do Japão".

- Força Terrestre de Autodefesa do Japão[11]

 Katanga
- Force Aérienne Katangaise[15]

 Holanda
- Real Força Aérea Holandesa[16]

 Nicaragua
- Força Aérea da Nicarágua

 Noruega
- Real Força Aérea Norueguesa[17]

 Portugal
- Exército Português
- Força Aérea Portuguesa

 Suécia
- Exército Sueco[18]

 Suíça 
- Força Aérea Suíça
  - 4 PA-18-150 served with the Swiss Airforce, as V-653 to V-656, from 1964 to 1975. V654 became HB-PAV, V655 HB-PAW, V656 HB-PAX.

 Turquia
- Exército da Turquia[10]

 Uganda
 Uruguai

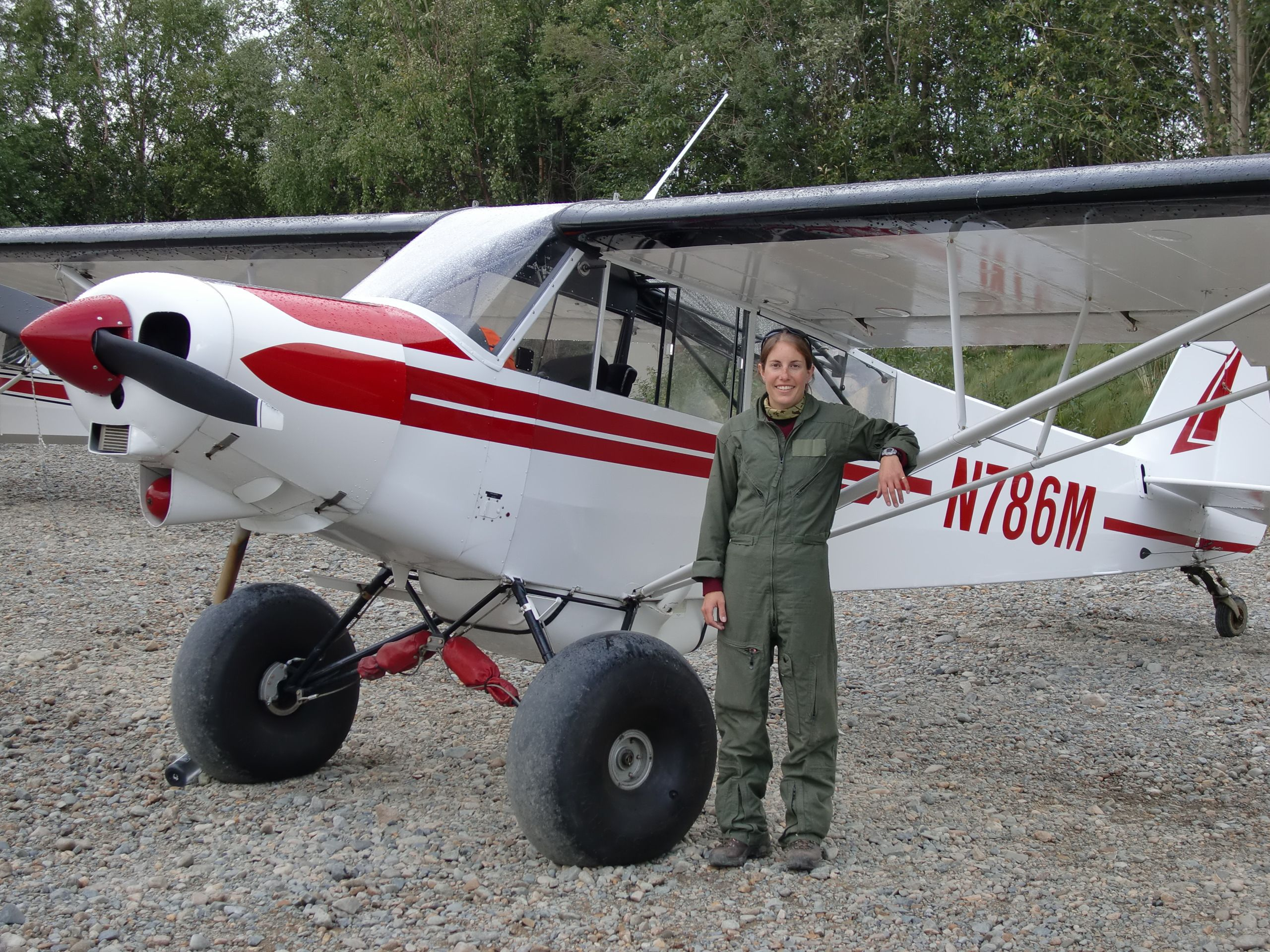
Um Super Cub da USFWS, usado pela polícia no Alaska em 1970. Um Piper PA-18-150 Super Cub C/N 18-8898.

- Forças Armadas do Uruguai (Armada Nacional)[19]

 Estados Unidos
- Força Aérea dos Estados Unidos[10]
- Exército dos Estados Unidos[10]

### Civis
Estados Unidos
- Alaska State Troopers
- U.S. Fish and Wildlife Service, Alasca
- U.S. Border Patrol fronteira sudoeste

## Especificações (PA-18-150)
Dados de: Jane's All The World's Aircraft 1976-77
Descrições gerais
- Tripulação: 1 piloto
- Capacidade: 1 passageiro
- Comprimento: 6,88 m (23 ft)
- Envergadura: 10,73 m (35 ft)
- Altura: 2,045 m (6,7 ft)
- Área alar: 16,58 m² (178 ft²)
- Peso vazio: 422 kg (930 lb)
- Peso bruto (carregado): 794 kg (1 750 lb)
- Capacidade de combustível: 140 l (37,0 US-gal)

Motorização
- Número de motores: 1x
- Tipo do motor: Lycoming O-320 de 150 hp (112 kW)
- Descrição do propulsor/hélice: Hélice de alto rendimento "cruise pitch" de 2 pás

Performance
- Velocidade máxima: 209 km/h (130 mph)
- Velocidade de cruzeiro (km/h): 185 km/h (115 mph)
- Alcance: 740 km (460 mi)
- Razão de subida: 4.9 m/s
- Tecto de serviço: 5 800 m (19 000 ft)
- Pista máx. decolagem (MTOW): 152 m (499 ft)
- Distância para aterrissagem: 221 m (725 ft)